# Amtshaus Abbehausen
Das Amtshaus Abbehausen, Butjadinger Straße 12, im niedersächsischen Nordenham-Ellwürden im Landkreis Wesermarsch stammt vom Ende des 19. Jahrhunderts.

Aktuell (2024) wird es als Wohnhaus genutzt.
Das Gebäude steht unter Denkmalschutz (siehe auch Liste der Baudenkmale in Nordenham).

## Geschichte
Die Ämter Burhave und Abbehausen wurden 1858 zum Amt Stollhamm mit Sitz in Ellwürden zusammengeschlossen und 1878 wieder aufgelöst.
Das nunmehr gebildete Amt Butjadingen war von 1879 bis 1933 ein Verwaltungsbezirk des Großherzogtums Oldenburg und des späteren Freistaates Oldenburg. Der Sitz des Amtes befand sich weiterhin im Ort Ellwürden, wo deshalb ein neues Amtshaus gebaut wurde.

## Beschreibung
Das zweigeschossige verputzte historisierende Gebäude auf Sockel mit Walmdach sowie den gerahmten Öffnungen und einem geschossteilenden Gesimsband wurde 1881 als Typ einer Villa für das Amt Butjadingen gebaut. Hinter dem rechteckigen Gebäude entstand, verbunden durch einen Zwischentrakt, ein Anbau mit Satteldach. Das Haus diente bis 1972 kommunalen Zwecken. Danach wurde es zu einem Wohnhaus umgebaut.
Der Garten um das Gebäude ist auch denkmalgeschützt.
Das Landesdenkmalamt befand zur Bedeutung: „geschichtlich, wissenschaftlich, städtebaulich“.